# Vincent Wackenheim
Pour les articles homonymes, voir Wackenheim.
Vincent Wackenheim est un auteur français né à Strasbourg le 6 mars 1959.

## Biographie
Vincent Wackenheim est d'abord libraire à Paris après des études de lettres, d'histoire et de droit. Il s'intéresse ensuite à l'édition juridique et devient directeur général des éditions Prat. En 2004, il devient directeur général des éditions du Rocher. Il travaille actuellement pour La Documentation française,.
Il est également romancier et critique littéraire.

### Vie privée
Vincent Wackenheim est marié et père de trois enfants.

## Ouvrages
- Le Voyage en Allemagne, Deyrolle éditeur, 1996.
- La Perte d'une chance, Le Temps qu'il fait, 2003.
- Coucou, Le Dilettante, 2005.
- La Revanche des otaries, Le Dilettante, 2009.
- La Gueule de l'emploi[5], Le Dilettante, 2011.
- Petit éloge de la première fois, Gallimard, 2011.
- Les Décorés, en collaboration avec Christophe Mory, éditions Art et comédie, 2011.
- L'Ordre des choses, éditions Léo Scheer, 2012.
- Chaos, Galaade, 2014.
- Josef Kaspar Sattler, ou la tentation de l'os[6], éditions L'Atelier contemporain, 2016.
- Bestioles, dessins de Denis Poupeville, éditions L'Atelier contemporain, 2020.
- Marcel Sauvage. Ça manque de sang dans les encriers. Mémoires 1895-1981, édition préfacée et annotée, Éditions Claire Paulhan, 2021.
- 1884, une année française[7], Paris, Plein jour, 2021.
- Hanns Heinz Ewers, Les Cœurs des rois, gravures de Stefan Eggeler et dessins de Denis Pouppeville, édition bilingue établie et commentée par Vincent Wackenheim, éditions L'Atelier contemporain, 2022